# آماندا لیموش
آماندا لیموش (انگلیسی: Amanda Lemos؛ زادهٔ ۲۲ مهٔ ۱۹۸۷) ورزشکار هنرهای رزمی ترکیبی اهل برزیل است. وی از سال ۲۰۱۴ میلادی تاکنون مشغول فعالیت بوده‌است.